# Ziarnołusk szary
Ziarnołusk szary (Saltator coerulescens) – gatunek niewielkiego ptaka śpiewającego z rodziny tanagrowatych (Thraupidae), szeroko rozpowszechniony w tropikalnych i subtropikalnych rejonach Ameryki Południowej.

## Systematyka
Gatunek ten opisał w 1817 roku francuski ornitolog Louis Pierre Vieillot, nadając mu nazwę Saltator cœrulescens. Jako miejsce typowe wskazał Paragwaj.
Tradycyjnie ziarnołusk szary zaliczany był do rodziny kardynałów (Cardinalidae), jednak rodzaj Saltator okazał się bliżej spokrewniony z tanagrami. Dawniej gatunek ten był szerzej ujmowany, np. w opublikowanym w 2011 roku 16. tomie Handbook of the Birds of the World wyróżniono 13 podgatunków S. coerulescens występujących od Meksyku po północną Argentynę, choć już wtedy sugerowano, że takson ten może obejmować więcej niż jeden gatunek. Badania genetyczne Chavesa i innych (2013) wykazały, że podgatunki z Amazonii tworzą grupę siostrzaną z ziarnołuskiem kreskowanym (S. striatipectus), co czyniłoby szeroko ujmowany S. coerulescens taksonem polifiletycznym. Dodatkowo w 2016 roku Boesman przedstawił wyniki badań wokalizacji S. coerulescens, wydzielając w jego obrębie trzy osobne grupy podgatunków, co stało w zgodzie z badaniami genetycznymi. W tej sytuacji zdecydowano się wydzielić z S. coerulescens część podgatunków jako dwa osobne gatunki: S. olivascens (ziarnołusk oliwkowy) i S. grandis (ziarnołusk śniady). Decyzję o podziale gatunku IUCN wdrożyła już w 2016 roku, później zaakceptowały ją komitety SACC i NACC (2022). Po tych zmianach taksonomicznych wyróżnia się już tylko 4 podgatunki S. coerulescens, które zamieszkują:
- S. coerulescens azarae d’Orbigny, 1840 – zachodnia Amazonia,
- S. coerulescens mutus P.L. Sclater, 1856 – północna i północno-środkowa Brazylia,
- S. coerulescens superciliaris (von Spix, 1825) – wschodnia Brazylia,
- S. coerulescens coerulescens Vieillot, 1817 – wschodnia Boliwia, południowo-zachodnia Brazylia, Paragwaj, północna Argentyna i Urugwaj.

## Wygląd zewnętrzny
Ziarnołusk szary jest niewielkim ptakiem o długości 20,5–21 cm. Obie płcie są do siebie podobne. Ubarwienie zależy od wieku i podgatunku, ale generalnie ptak ten ma szarą bądź oliwkowoszarą górną część ciała, biały pasek nad okiem, czarniawy wąs, kremowe gardło, szarą pierś i brzuch; dolna część brzucha i okolice kloaki matowo cynamonowe. Dziób czarniawy, nogi czarniawe do ołowianoszarych, tęczówki brązowe.

## Występowanie i tryb życia
Ziarnołusk szary zamieszkuje Amerykę Południową na wschód od Andów – od środkowej Kolumbii, południowej Wenezueli i północnej Brazylii na południe aż do północnych regionów Argentyny, w okolicach rzeki Parany.
Zwykle występuje na nizinnych terenach leśnych i w zaroślach. Bywa też spotykany na plantacjach, w ogrodach czy miejskich parkach. Występuje maksymalnie do 1850 m n.p.m.
Odżywia się materią roślinną (owocami, kwiatami, nektarem, pączkami czy miękkimi liśćmi), a także wolno poruszającymi się bezkręgowcami, np. mrówkami czy chrząszczami. Żeruje indywidualnie lub w małych grupach, czasami w stadach wspólnie z innymi gatunkami ptaków.

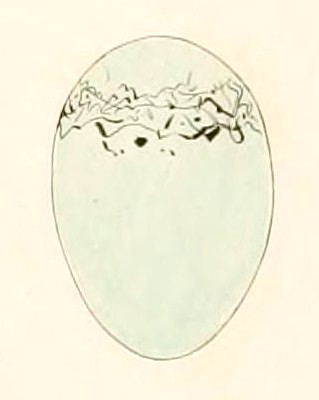
Jajo na rysunku z 1847 roku

Gniazda buduje na drzewach lub w krzewach, na wysokości 1,5–4 m. Składa dwa bladoniebieskie jaja z czarnym wzorem od szerszej strony, ważące około 5 g i mierzące 23,1–31,1 mm długości i 17,5–21,7 mm średnicy. Wysiadywanie trwa 13–15 dni, a zajmują się nim oboje rodzice.

## Status
W Czerwonej księdze gatunków zagrożonych IUCN ziarnołusk szary klasyfikowany jest jako gatunek najmniejszej troski (LC, Least Concern). W związku ze zmianami taksonomicznymi liczebność populacji nie została oszacowana. Ze względu na brak istotnych zagrożeń i dowodów na spadki liczebności oraz fakt, że gatunek preferuje środowiska zaburzone przez człowieka, zdegradowane i wtórne,  organizacja BirdLife International uznaje trend liczebności populacji za prawdopodobnie stabilny.